# Herpelmont
Herpelmont ([ˌɛʁpɛlˈmɔ̃] ) ist eine auf 470 m über Meereshöhe gelegene französische Gemeinde mit 268 Einwohnern (Stand: 1. Januar 2022) im Département Vosges in der Region Grand Est (bis 2015 Lothringen). Sie gehört zum Arrondissement Saint-Dié-des-Vosges (bis 2024 Épinal) und ist Mitglied im Gemeindeverband Communauté de communes Bruyères-Vallons des Vosges. Die Bewohner werden Herpellions und Herpellionnes genannt.
Herpelmont grenzt im Westen an Beauménil, im Nordwesten an Champ-le-Duc (Berührungspunkt), im Norden an Laveline-devant-Bruyères, im Osten an Jussarupt und im Süden an Laveline-du-Houx.

## Bevölkerungsentwicklung
| Jahr      | 1962 | 1968 | 1975 | 1982 | 1990 | 1999 | 2008 | 2014 |
| --------- | ---- | ---- | ---- | ---- | ---- | ---- | ---- | ---- |
| Einwohner | 242  | 223  | 227  | 280  | 263  | 218  | 239  | 279  |

## Sehenswürdigkeiten

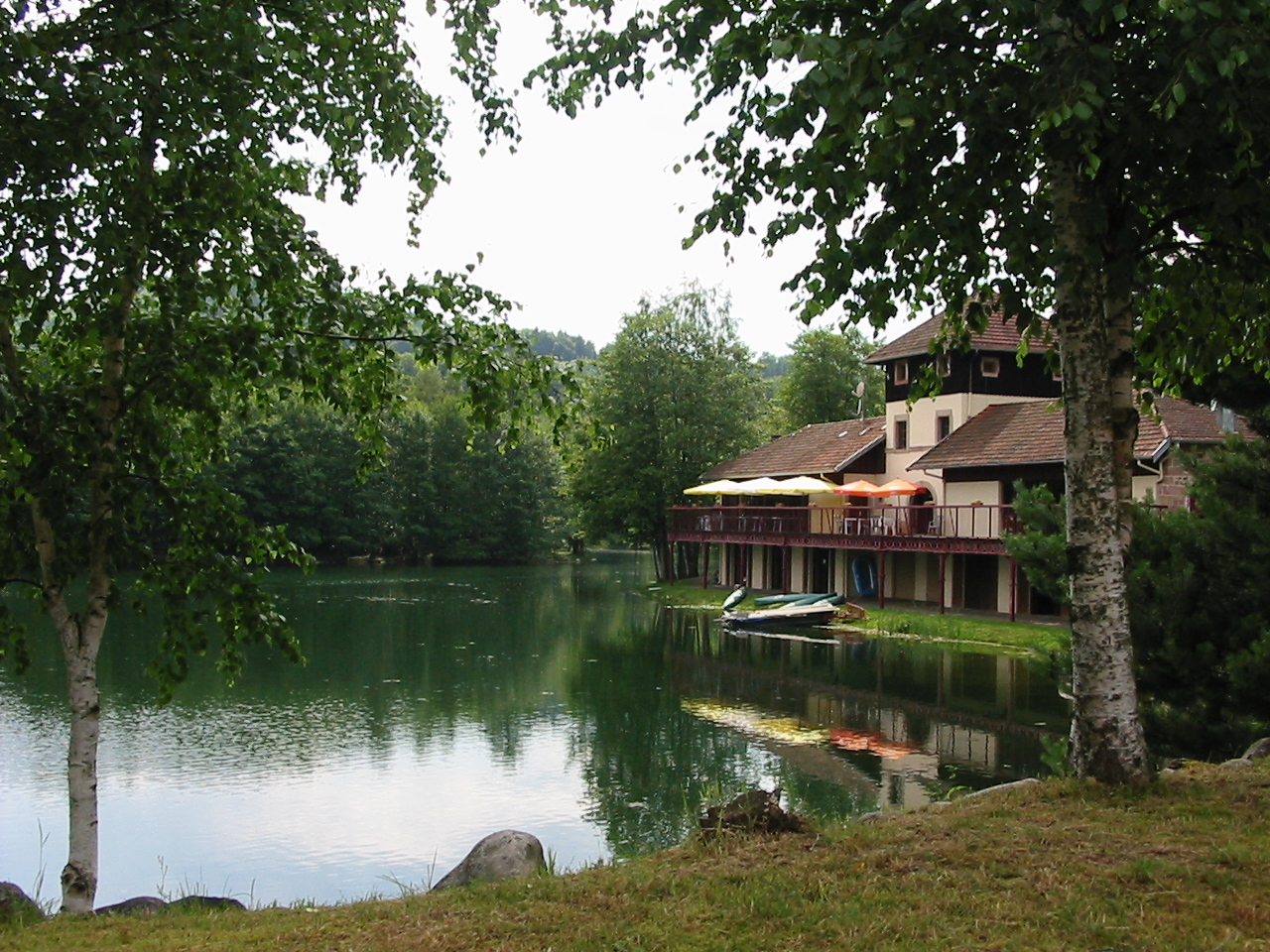
Lac des Messires

- Bauernhof aus dem 19. Jahrhundert